# Померания
Померания (на немски: Pommern; на полски: Pomorze; на латински: Pomerania или Pomorania) е немско-полски регион, който се намира на южното крайбрежние на Балтийско море. Простира се приблизително от река Рекниц край Щралзунд на запад и от делтата на река Одер край Шчечин до река Висла край Гданск на изток. Обитаван е от германци, поляци и кашуби. През 20 век районът е силно засегнат от промени в границите и населението.